# Samorząd terytorialny w Australii

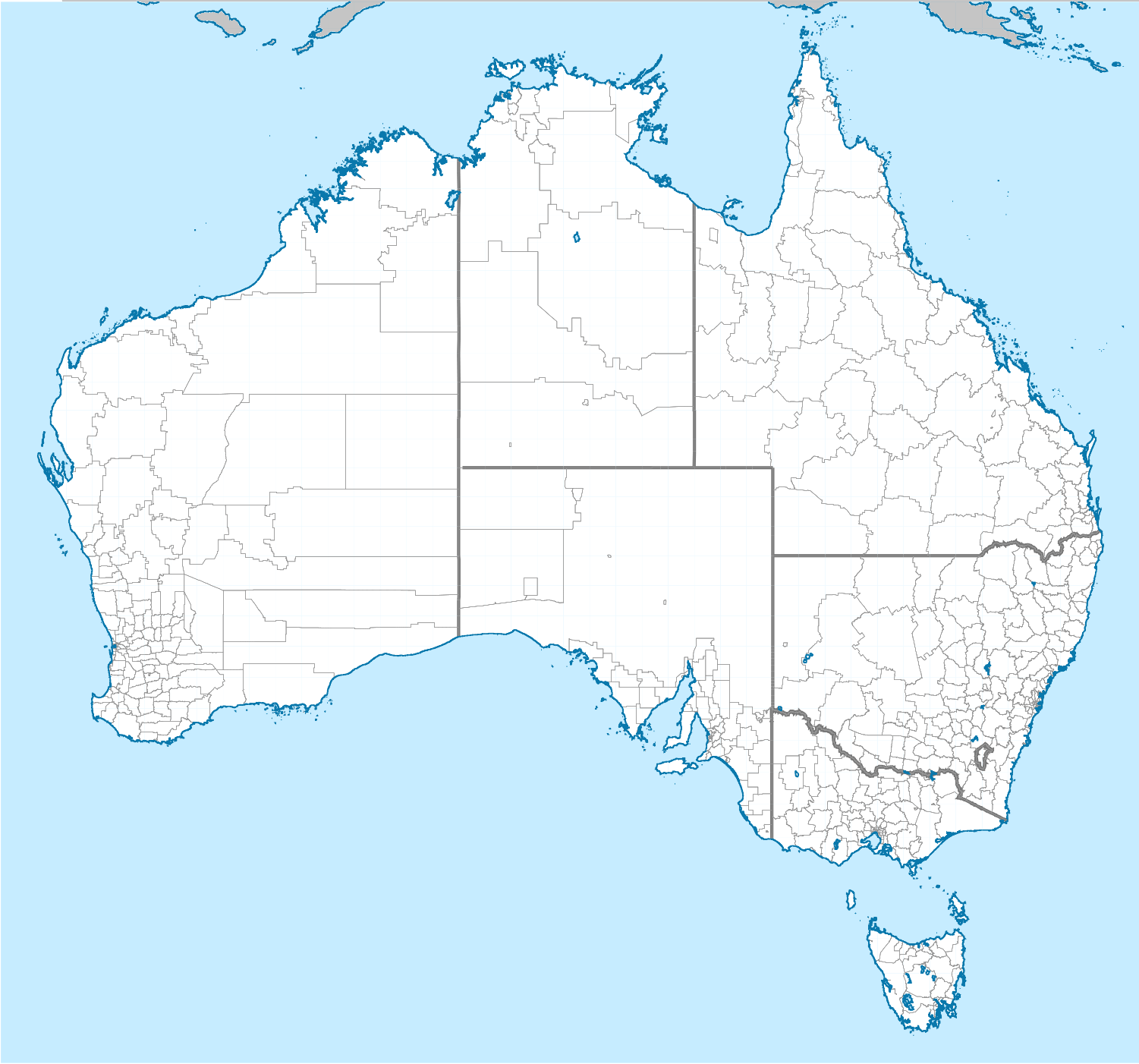
Samorządy terytorialne w Australii

Samorząd terytorialny w Australii także jako samorząd lokalny w Australii (ang. local government area) – konsekwencją przyjętego modelu ustrojowego jest brak jednolitej, ogólnopaństwowej formuły funkcjonowania samorządu terytorialnego. Podobnie jak w modelu amerykańskim, samorząd terytorialny tworzy trzeci, po federacji oraz stanach, szczebel władzy publicznej, który w przeciwieństwie do dwóch poprzednich nie jest usankcjonowany w federalnej konstytucji.

## Historia
- Za datę wyznaczającą początek funkcjonowania samorządu terytorialnego uznaje się rok 1840 i utworzenie tzw. korporacji Adelajdy (obecnie samorząd miejski Adelajdy).
- Przyjęta w 1995 ustawa o finansowym wsparciu samorządów (Local Government Financial Assistance Act) wprowadziła z kolei kompleksowy mechanizm współfinansowania zadań samorządowych z budżetu centralnego.

## Ustrój polityczny
Parlament funkcjonuje na wzór amerykański, tzn. jest dwuizbowy i składa się z Izby Reprezentantów oraz Senatu. Zgodnie z Konstytucją Związku Australijskiego (Commonwealth of Australia Constitution Act 1900), parlament federalny posiada kompetencje ustawodawcze w obszarach enumeratywnie wyliczonych w konstytucji. Ich lista obejmuje m.in. kwestie opodatkowania, spraw zagranicznych, handlu, obywatelstwa czy komunikacji. W pozostałym zakresie kompetencje prawotwórcze przysługują władzom stanowym, a dokładny podział kompetencji określany jest w konstytucjach stanowych. Rząd federalny składa się z premiera i ministrów. Rola premiera jest w praktyce wiodąca, choć konstytucja formalnie nie przyznaje mu szczególnych kompetencji. Do rządu federalnego należy tworzenie polityk i projektów legislacyjnych w sprawach należących do zakresu kompetencji władz federalnych. W większości sfer polityki publicznej mamy do czynienia z podziałem kompetencji między władze centralne i federalne, z wyjątkiem spraw zastrzeżonych do wyłącznej kompetencji szczebla centralnego. Stany mogą również dobrowolnie przekazać część swoich kompetencji na rzecz administracji centralnej.

## Charakterystyka samorządu terytorialnego w Australii
Całość spraw związanych z funkcjonowaniem samorządu terytorialnego pozostawiona jest do regulacji na poziomie stanów. Decentralizacja władzy publicznej nie jest wymogiem ustrojowym i konstytucyjnym, co oznacza, że teoretycznie dopuszczalne byłoby odstąpienie od tworzenia samodzielnych podmiotów władzy lokalnej, niezależnych od władz stanowych. W praktyce jednak w każdym z sześciu stanów samorząd lokalny funkcjonuje, choć w oparciu o zróżnicowane uwarunkowania prawne. W przypadku terytoriów, które są specjalną jednostką podziału terytorialnego i obejmują mniejsze obszary wyodrębnione ze stanów, sytuacja jest bardziej skomplikowana. Brak ogólnopaństwowej, konstytucyjnej formuły funkcjonowania samorządu terytorialnego nie oznacza brak inicjatyw zmierzających do osiągnięcia pewnego stopnia konwergencji między rozmaitymi rozwiązaniami ustrojowymi.

## Sposób zorganizowania samorządu terytorialnego
W każdym ze stanów samorząd terytorialny działa w oparciu o jednoszczeblową strukturę. Liczba jednostek samorządowych w każdym stanie jest zróżnicowana i zależy przede wszystkim od populacji poszczególnych stanów. Ogólnie jednak można stwierdzić, że w Australii jednostki samorządu terytorialnego – pod względem obszaru, a przede wszystkim liczby ludności – bliższe są polskim powiatom niż gminom. W praktyce najliczniejszą grupę jednostek stanowią następujące typy oznaczone zgodnie z ogólnopaństwową klasyfikacją statystyczną jednostek samorządu terytorialnego:
- średnie obszary wiejskie (rolnicze) liczące od 2 do 5 tys. mieszkańców – ok. 1/4 wszystkich jednostek samorządu terytorialnego
- duże obszary wiejskie (rolnicze) o liczbie mieszkańców między 5 a 10 tys. – ok. 15% wszystkich jednostek samorządowych
- bardzo duże obszary wiejskie (rolnicze) liczące między 10 a 20 tys. mieszkańców – niewiele poniżej 15% ogólnej liczby samorządów terytorialnych w Nowej Południowej Walii
- średnie obszary miejskie zamieszkałe przez 30 do 70 tys. mieszkańców – nieznacznie poniżej 15% ogólnej liczby samorządów terytorialnych w tym stanie[2].